# Werner Hanfgarn
Werner Hanfgarn (* 24. März 1925 in Duisburg-Meiderich; † 6. April 1999) war ein deutscher Journalist und Hörspielsprecher.

## Werdegang
Hanfgarn legte 1943 in Berlin-Charlottenburg seine Reifeprüfung ab und diente danach im Zweiten Weltkrieg. Er geriet in Gefangenschaft, aus der er erst 1947 heimkehrte. Im Anschluss studierte er bis 1951 an der Universität Mainz Theaterwissenschaft, Germanistik und Kunstgeschichte. Danach war er als Zeitungsjournalist, später als Rundfunkjournalist tätig. Beim Südwestfunk Mainz leitete er die Abteilung Kultur. Daneben verfasste er mehrere Arbeiten aus der Geschichte der Stadt Mainz und Betrachtungen über deren ehemaligen Oberbürgermeister Jockel Fuchs. Im Jahr 1986 veröffentlichte er im Selbstverlag die 2. erweiterte Auflage der 1984 von ihm herausgegebenen Dokumentation Mainz: die amputierte Stadt über die drei von den Besatzungsmächten nach dem Zweiten Weltkrieg Wiesbaden zugeschlagenen rechtsrheinischen Mainzer Stadtteile Amöneburg, Kastel u. Kostheim und den dadurch entstandenen AKK-Konflikt.

## Auszeichnungen
- 1980: Verdienstkreuz am Bande der Bundesrepublik Deutschland
- 1985: Gutenbergplakette der Stadt Mainz 1985.
- 1987: Römisches Kaisermedaillon der Stadt Mainz
- 1990: Goldene Ehrennadel der Stadt Mainz
- 1995: Verdienstorden des Landes Rheinland-Pfalz

## Schriften

### Sachbücher
- Saudantzens abenteuerliche Historie. Das ist Beschreibung des heutigen Südwestfunk-Landesstudios Rheinland-Pfalz, nebst Chronik seines Hauses ... bis anno dom. 1961. Mainz: Schmidt, 1961
- mit Klaus Benz (Fotos): Mainz. Bilder aus einer geliebten Stadt. Mainz: Krach, 1975
- Jockel Fuchs. Episoden aus 60 Jahren. Mainz: Krach, 1979 ISBN 3-87439-066-7
- mit Dieter Hörner und Wolfgang Segschneider (Hrsg.): Südliche Weinstrasse: Wein- u. Kulturlandschaft im Herzen Europas. Bad Neuenahr-Ahrweiler: Ahrtal-Verlag, 1981 ISBN 3-88201-008-8
- mit Bernd Mühl und Friedrich Schütz: Fünfundachtzig Mainzer Jahre. d. Stadt, d. Fastnacht, Jakob Wucher in Geschichte u. Geschichten Mainz: Krach, 1983 ISBN 3-87439-097-7
- mit Erich Stather: Der Fuchs. 20 Jahre Oberbürgermeister d. Stadt Mainz: e. Erinnerungsbuch. Mainz: Krach, 1985 ISBN 3-87439-116-7
- Mainzer Brunnen. Was sie uns erzählen. Mainz: Schmidt, 1990 ISBN 3-87439-210-4

### Belletristik
- mit Nino Erné (Ausw. u. Einf.): Vers und Prosa [Werner Hanfgarn zum 60. Geburtstag; Mainz, 24. März 1985]. Mainz: Krach, 1985 ISBN 3-87439-112-4

### Herausgeberschaft und Redaktion
- Mainzer Erinnerungen: die schönsten Erzählungen aus dem Kurzgeschichten-Wettbewerb für Mainzer Senioren. Mainz: Krach, 1979 ISBN 3-87439-060-8
- mit Susanne Faschon, Hajo Knebel und Berthold Roland: Literatur aus Rheinland-Pfalz: eine Anthologie. Teil: 2, Sachliteratur, Mainz: Krach 1981 ISBN 3-87439-075-6
- Mainz: die amputierte Stadt; eine Dokumentation von Rolf Dörrlamm und Helmut Wirth, Mainz: Krach, 1984, (2. erweiterte Aufl. im Selbstverlag Werner Hanfgarn 1986)
- mit Susanne Faschon, Hajo Knebel und Berthold Roland: Literatur aus Rheinland-Pfalz: eine Anthologie. Teil: 3, Mundart. Mainz: Schmidt, 1986 ISBN 3-87439-122-1
- mit Erich Stather: Botschaften an Jockel : erfundene Briefe aus d. Vergangenheit von Drusus bis zum Geiger-Fränzje ; aus Anlass d. Vollendung d. Amtszeit von Oberbürgermeister Jockel Fuchs. Mainz: Schmidt, 1987 ISBN 3-87439-138-8
- [Garden-Brevier]: Dies ist ein wohlfeil Büchlein zu ständigem Nutz für Marketenderinnen und Gardisten zu tragen in Feldtornister und Hosensack geheissen Garden-Brevier / hrsg. von d. Mainzer Ranzengarde unter gnädigstem Privilegio seiner Hoheit d. Prinzen Carneval u. aus Veranlassung d. Wiederkehr d. 150. Gründungstages d. hochwohllöbl. Mainzer Ranzengarde unter Obhut d. Red. Werner Hanfgarn ... Mainz: Schmidt, 1987 ISBN 3-87439-134-5
- mit Erich Stather: Allerlei Füchse zu märchenhafter Verwendung anheim gegeben von siebenunddreissig Zeitgenossinnen und Genossen. Mainz: Schmidt, 1989 ISBN 3-87439-206-6

#### Zeitschriften
- Kunst aktuell (Sonderheft zu: Lebendiges Rheinland-Pfalz), Mainz: Schmidt, 1976–1978 (Redakteur)
- Blätter der Carl-Zuckmayer-Gesellschaft, Mainz: CZG, 1977–1984 (Redakteur und Autor)
- Mainz: Vierteljahreshefte für Kultur, Politik, Wirtschaft, Geschichte. Mainz: Krach, 1981–1991 (Redakteur und Autor)
- Narrhalla: Mainzer Carneval-Zeitung / hrsg. vom Mainzer Carneval-Verein 1838 e.V., Mainz, 1984–1991 (Redaktionsbeirat)

### Aufsätze und kleine Schriften
- mit Manolo Lohnes und D. Reinhard: Erläuterungen zu Manolo Lohnes in concert: Flamenco-Gitarre, Doppel-Schallplatte, Xenophon 26573-6 Z-1 - 2, Ernst Voggenreiter, Bonn 1975
- Von mancherlei Musen gezwickt und geküßt. In: Festschrift für Max Rupp, Birkenfeld: Verein für Heimatkunde im Landkreis Birkenfeld, 1978
- Ein Lob der geliebten Provinz. Provokatorische Notizen. In: Blätter der Carl-Zuckmayer-Gesellschaft; Jg. 4. 1978, H. 3 über Heinrich Bechtolsheimer (1868–1950)
- Einleitung und Notizen zum Thema Hörspiel. In: Die Katze, die Frau und der Mörder : Funkszenen von Paul Bertololy, Neustadt/Weinstrasse, Landau/Pfalz: Pfälzische Verlagsanstalt, 1978
- Einleitung zu Gelebt und geliebt: Tierbegegnungen aus 8 Jahrzehnten. von Werner vom Scheidt, Mainz: Krach, 1979 ISBN 3-87439-063-2
- Damit es nicht verlorengeht, schreibe ich es auf. In: In Sachen Literatur: Beiträge aus Rheinland-Pfalz; Hajo Knebel zu Ehren, Mainz: Schmidt, 1979, ISBN 3-87439-067-5
- Vorwort zu Der Traum von Jakobsweiler: Geschichten vom Glück mit Johannes. Von Susanne Faschon, Neustadt an d. Weinstrasse: Pfälzische Verlagsanstalt, 1980
- Einleitung und überleitende Texte in Adolf Fraund. Dokumente und Erinnerungen; ein Leben für die Zeitung und für die Musik. Mainz: Schmidt, 1986 ISBN 3-87439-130-2, Inhaltsverzeichnis bereitgestellt von der Deutschen Nationalbibliothek
- Nicht nur Pläne und Probleme. Leiter des Stadtarchivs ist jetzt Archivdirektor Friedrich Schütz. In: Mainzer Vierteljahreshefte f. Kultur, Politik, Wirtschaft, Gesch. 50, 1993 H. 2, S. 132–134.
- Die Kunst hält ihn in Atem. Bemerkungen zu Person und Wirken des 60jährigen Dr. Berthold Roland. In: Ein-Blicke : eine Textauswahl von Berthold Roland, Mannheim: Azur, 2003 ISBN 3-934634-11-7

## Hörspiele
- 1964: Werner Helmes: Die Grundsteinlegung – Regie: Rudolf-Jürgen Bartsch (Hörspiel – SWF)
- 1964: P. Walter Jacob: Der Skandal in Weimar – Regie: Heinz Stöwer (historisches Hörspiel – SWF)
- 1964: Werner Helmes: Spuren im Nebenl – Regie: Peterpaul Schulz (Hörspiel – SWF)
- 1964: Heinz Brass: Und in der Nacht schneite es – Regie:  Herbert Kocks (Kriminalhörspiel – SWF)
- 1965: Dorothy Leigh Sayers: Der unerwünschte Gast – Regie: Klaus Groth (Kriminalhörspiel – SR)
- 1965: Karl Wilhelm Eigenbrodt: Amigo oder: Warum nicht? – Regie: Peterpaul Schulz (Hörspiel – SWF)
- 1965: Werner Helmes: Prinz Paris – Regie: P. Walter Jacob (Hörspiel SWF)
- 1965: Hermann Klippel: Die Revolte des Korporal Vargas – Regie: Rudolf-Jürgen Bartsch (Hörspiel – SWF)
- 1965: Fritz von Unruh: Und sie schwankten im Wind – Regie: Peter Schmitz (Hörspiel – SWF)
- 1966: Thomas Burke: Die Hände des Mr. Ottermole – Regie: Klaus Groth (Kriminalhörspiel – SR)
- 1966: Nevil Yd: Utopia SR447 (Science-Fiction Hörspiel – HR)
- 1967: Wilhelm Wolfgang Bröll: Nebel – Regie: Klaus Groth (Kriminalhörspiel – SR)
- 1967: James G. Harris: Tragödie der Wirrungen – Regie: Klaus Groth (Kriminalhörspiel – SR)
- 1968: Arnold E. Ott: Der Mann auf der Feuerleiter – Regie: Klaus Groth (Kriminalhörspiel – SR)
- 1968: John Whiting: Die Treppe – Regie: Klaus Groth (Kriminalhörspiel – SR)
- 1968: James G. Harris: Mayday unter Spionen – Regie: Klaus Groth (Hörspiel – SR)
- 1968: Roger Blondel: Unter einem Himmel in Auberginenfarbe – Regie: Jörg Franz (Hörspiel – SR)
- 1969: Walter Helmut Fritz:  Er ist da, er ist nicht da – Regie: Günter Bommert (Hörspiel – SR; WDR)
- 1969: Arnold E. Ott: Nachricht aus Caracas – Regie: Klaus Groth (Kriminalhörspiel – SR)
- 1969: Wolf Wondratschek: Paul oder Die Zerstörung eines Hörbeispiels – Regie: Heinz Hostnig (Sprachexperiment WDR; BR; HR; SR)
- 1970: Francis Didelot: Artikel 727 – Regie: Klaus Groth (Kriminalhörspiel – SR)
- 1970: Charles Maître: Ein schüchterner Besucher – Regie: Klaus Groth (Kriminalhörspiel – SR)
- 1970: James G. Harris: Das Begräbnis – Regie: Klaus Groth (Kriminalhörspiel – SR)
- 1970: Ted Ferguson: Sanft entschlafen: Lawrence Sutton – Regie: Klaus Groth (Hörspiel – SR)
- 1971: Alain Franck: Da steckt doch eine Frau dahinter – Regie: Jörg Franz (Hörspiel – HR)
- 1971: Michael Ende: Jim Knopf Und Lukas Der Lokomotivführer – Regie: Michael Ende (Kinderhörspiel – Phonogram)
- 1972: Rolf Biebricher: Man wird von Ihnen hören – Regie: Klaus Groth (Kriminalhörspiel – SR)
- 1973: Arnold E. Ott: Wer verliert, muß zahlen – Regie: Klaus Groth (Kriminalhörspiel – SR)